# Jacques Castérède
Jacques Castérède (París, 10 de abril de 1926 – Dijon, 6 de abril de 2014) fue un pianista y compositor francés.

## Biografía
Castérède estudió en el Lycée Buffon de París. Obtuvo su bachillerato en matemáticas elementales para posteriormente ingresar al Conservatorio Nacional de Música de París (Conservatorio Nacional de Música de París) en 1944 y comenzó a estudiar piano con Armand Ferté, composición con Tony Aubin y análisis con Olivier Messiaen. Mientras estuvo en el conservatorio, entre 1948 y 1953 recibió cinco primeros premios (en clases de piano, música de cámara, análisis, composición y armonía). También ganó el Gran Premio de Roma en 1953 con su cantata  La boîte de Pandore (Caja de Pandora). Al año siguiente, fue a Roma, donde permaneció en la Villa Medici hasta 1958. En 1960, fue nombrado profesor de solfeo en el Conservatorio Nacional de París, luego consejero de estudios de piano (Conseilleur aux Etudes) en 1966 y análisis en 1971. Además, enseñó composición en la Ecole Normale de 1983 a 1988 y análisis de 1988 a 1998. Por invitación del gobierno chino, se convirtió en profesor de composición en la Academia Central de Beijing. Recibió numerosos premios como compositor, entre ellos el Paris Civil Award en 1991, el Premio Charles Cros y el Premio Record Academy en 1995. Se interpretan sus numerosas obras, que incluyen sinfonías, conciertos, ballets y música de cámara y de conjunto en Francia, Alemania e Italia, así como en Estados Unidos y Canadá. Su música es esencialmente melódica, a menudo usando escalas modales sobre estructuras ricas y variadas.

## Trabajos principales

### Escenario
- Chamber Opera 'The Parace of Miracle' la cour des miracles (1954) {sop, msp, alto, btn, orch}
- Oratorio 'The book of Job' le livre de Job (1958) {recit, tnr, btn, bss, choir, orch}
- Ballet 'Basketball' (1959) {hrp, p, perc, orch}
- Ballet 'Goal', But (1959)

### Orquesta
- String Symphony No.1, 1ère symphonie pour cordes (1952) {strings}
- 'La folle nuit de n'importe ou' (1955) {orch, clvcn, hrp, perc}
- 'A Great Fear', La grande peur (1955) {martenot, 2p, child-choir, sop, fl, orch}
- 'Five Symphonic Dances', Cinq danses symphoniques (1956) {orch, p, hrp}
- 'Music for a Novel of Poe', Musique pour un conte d'Edgar Allan Poe (1957) {hrp, clsta, xylo, vib, p, recit, orch}
- 'Three Movement Suite in the Memory of Honegger', Suite en trois mouvements à la mémoire d'Honegger (1957)
- 'Rubens's Picture of Jesus's Descent from the Cross', La déscente de croix de Rubens (1958)
- Symphonic Suite 'Ariane's Yarn', Le fil d'Ariane (1959)
- Symphony No.2, Symphonie No.2 (1960)
- Prelude and Fugue, Prélude et fugue (1960) {strings}
- 'Pamplemousse' (1962)
- 'Sophie-Dorothée' (1962)
- 'Promenade of Spring', Promenade printaniere (1963)
- 'Summer Divertimento', Divertissement d'été (1965) {p, hrp, brass, choir, perc?}

### Concerto
- Piano Concerto No.1, Concerto No.1 pour piano et orchestre à cordes (1954) {p, strings}
- Concertino (1958) {tp, tb, p, perc, strings}
- Piano Concerto No.2, Concerto No.2 pour piano et orchestre (1970) {p, orch}
- Guitar Concerto, Concerto pour guitare et orchestre (1973) {g, orch}
- 'Three Fall Scenes', Trois paysages d'automne (1982) {vc, strings}
- Guitar Concerto No.2, 2ème Concerto pour guitare et orchestre (1988) {g, orch}

### Cámara
- Intermezzo (1953) {ob, p}
- Pastorale (1953) {as, p}
- Scherzo (1953) {as, p}
- Wind Quintet, Quintette à vent (1953) {fl, ob, cl, hrn, bssn}
- Sonatine pour trompette et piano (1953) {tp, p}
- 'Suite mythologique' (1954) {3martenot, p}
- Violin Sonata, Sonate pour violon et piano (1955) {vln, p}
- Sonata in the form of Suite, Sonate en forme de suite (1955) {fl, p}
- Clarinet Sonata, Sonate pour clarinet et piano (1956) {cl, p}
- Oboe Sonata, Sonate pour haubois et piano (1957) {ob, p}
- Sonatine for Trombone and Piano (1957) {tb, p}
- 'Prélude et danse' (1959) {3tb, tba, p, perc}
- 'Concertant Fantasy', fantaisie concertante (1960) {b-tb¡¡(tba), p}
- Musique para flute, string trio y harp (1960)
- Capriccio para violín y piano (1961)
- La fileuse para bassoon y piano (1961)
- Douze Études para flauta (1961)
- Flûtes en vacances para 3 or 4 flutes (1964)
- Ondes para ondes Martenot, piano y percusión (1962)
- Sonatina para tuba y piano (1963)
- Interférences para piano y percusión (1963)
- Ténèbres para reciter, piano y 3 percussionists (1963)
- Six pièces brèves en duo para 2 trompetas (1965)
- Sonata para viola y piano (1968)
- Arithmophonie para 4 percussionists (1974)
- Avant que l'aube ne vienne para string quartet y piano (1975)
- Ciels para flute y piano (1980)
- Sonatine d'avril para flute y guitar (1985)
- Trois visions de l'Apocalypse para brass septet y organ (1986)
- Les Heures calmes, 3 Pieces para 1, 2 y 3 violas (1987)
- Trois moments musicaux d'après Corot para flauta, clarinete, violín, cello y piano (1987)
- String Quartet Pro tempore passionis (1988)
- Quartettsatz para string quartet (1989)
- Sonatine de mai para flauta y harpa (2001)
- Hommage aux Pink Floyd para guitar

### Piano
- Passacaille et fugue (1953)
- 'Dance Suite', Suite à danser (1953) {2p (diverse inst)}
- Four Studies, Quatre études (1957)
- Variations (1960)
- Diagrammes (1961)
- 'Crosses on Fire', Feux croises (1963) {2p}
- Piano Sonata, Sonata pour piano (1967)
- Toccata
- 'Pianologie' (1977)
- 'Homage to T.Monk', Hommage à Thelonious Monk (1983)
- 'The Course of Sun', La course du soleil (1992)
- 'For the Tomb of Chopin', Pour un tombeau de Frédéric Chopin (1992)

### Canciones
- '3 Melodies on Poems of Paul Fort', Trois mélodies sur des poèmes de Paul Fort (1951)
- '3 Fanfares for Napoleon's Proclamation', Trois fanfares (1952) {recit, chamber (11brass), timp, perc}
- 'Song of Love-Pain', La chanson du mal-aime (1960) {recit, btn, 4f-vo, chamber}
- Chamber Cantata 'The other side of the World', Cantate instrumentale 'l'autre bout du monde' (1960)
- 'Four Poems of Robert Desnos', Quatre poèmes de Robert Desnos (1965) {btn, p}
- 'Litanies of Living and Dead', Liturgies de la vie et de la mort (1980) {3vo, choir, strings, perc}
- 'Jusqu'à mon dernier souffle' (1986) {narr, choir, brass, perc}
- 'Psalm No.8', Psaume VIII (1987) {sop, vc, org}
- 'Hymn Song for the Creation', Cantique de la création (1994) {2vo, brass, strings, org, perc}
- 'Dans les abîmes de l'absence' (1996) {btn, p}
- 'Our Father, I Will Entrust You', Mon père je m'abandonné à toi (1997) {4vo}